# Cis Henrykowski
Cis Henrykowski – cis „Henryk” (niem. Eibe von Hennersdorf) – okaz drzewa z gatunku cis pospolity, będący najstarszym drzewem na terenie Polski. Jego wiek w roku 1987 oszacowano na około 1250 lat. W 1992 roku dr Cezary Pacyniak ocenił wiek drzewa na 1253 lata, choć w 2020 r. określono go na 1270 lat. Inne źródła podają nawet, że wiek cisu wynosi od 1300 do 1500 lat. Cis Henrykowski wysoki jest na 15 m, i szeroki na 4,25 m (dawniej 5 m). Drzewo chronione jest przez znajdujący się wokół niego drewniany płot oraz system monitoringu.

## Położenie
Rośnie przy ścianie szczytowej stodoły w gospodarstwie nr 293 we wsi Henryków Lubański w województwie dolnośląskim.

## Historia
Początki ochrony drzewa sięgają XIV w. za czasów panowania Władysława Jagiełły, król miał wtedy zagrozić: Jeśliby kto by wszedł w las, drzewa jakie znajdują się wielkiej ceny jaką jest cis (…), porąbał, ten może być przez pana albo dziedzica, a na rękojemstwo tym, którzy oń prosić będą, ma być oddan.
Drzewo zostało uszkodzone przez żołnierzy w 1813 roku, przez pocisk artyleryjski w 1945 roku oraz podczas huraganu w 1989 – zniszczone zostało wtedy odgałęzienie, obwód zmniejszył się z 5 m do 1,5 m.
W latach 90. XX wieku drzewo przeszło kurację zabezpieczającą.
Rozporządzeniem Wojewody Jeleniogórskiego nr 8 z dnia 6 kwietnia 1992 r. cis w Henrykowie Lubańskim został ustanowiony pomnikiem przyrody (Dz. Urz. Woj. Jel. Nr 8 z dnia 6 kwietnia 1992 r. poz. 69).
W 2013 roku drzewo miało obwód 425 cm i 10,5 m wysokości.
W 2016 podjęto prace zmierzające do poprawy stanu drzewa. Korzenie drzewa zabezpieczono przed gryzoniami, zbudowano specjalne rusztowanie, zainstalowano zraszacze i zamgławiacze, co ma przygotować drzewo do letnich upałów. W 2020 r. drzewo wypuściło nowe pędy i igły.